# European Space Information System
Das Projekt European Space Information System (ESIS) wurde im Jahr 1988 als Service für homogenen Zugang zu den heterogenen Datenbanken im Netzwerk eingeleitet. Zu dieser Zeit waren DECnet, EARN und Bitnet die wichtigsten akademischen Links. Das Projekt ging dem World Wide Web voraus, welches dann die Technologie des homogenen Zugangs ab dem Jahr 1993 stark vorantrieb.
Ursprünglich war ESIS dafür gedacht, die Datenbanken der European Space Agency mit den "centres of excellence" zu verbinden. Bei diesen handelte es sich um das Centre de Données astronomiques de Strasbourg und sein SIMBAD-Service, das European Southern Observatory, das Canadian Astronomical Data Centre (CADC) sowie das Rutherford Appleton Laboratory for Space Physics data.
Der größte Erfolg von ESIS war die Übertragung seines Katalog-Browsers auf den CDS, der später als VizieR Catalogue Service besser bekannt wurde.